# Amblypsilopus unicoiensis
Amblypsilopus unicoiensis är en tvåvingeart som först beskrevs av Robinson 1964.  Amblypsilopus unicoiensis ingår i släktet Amblypsilopus och familjen styltflugor.
Artens utbredningsområde är Tennessee. Inga underarter finns listade i Catalogue of Life.